# حزب ألستر الوحدوي
حزب ألستر الوحدوي (بالإنجليزية: Ulster Unionist Party)‏ هو الحزب البروتستانتي الأساسي في أيرلندا الشمالية ويعتبر دافيد تريمبل الذي يترأس الحزب والحاصل على جائزة نوبل للسلام من أهم وجوهه.
يدافع الحزب عن بقاء أيرلندا الشمالية تابعة لبريطانيا وله توجه محافظ.